# Campeonato de Primera B Nacional 2017-18
El Campeonato de Primera B Nacional 2017-18 fue la trigésima tercera edición del torneo federal de segunda división del fútbol argentino. Comenzó el 15 de septiembre de 2017 y finalizó el 3 de junio de 2018.
Los nuevos participantes fueron, por un lado, los descendidos de la Primera División: Aldosivi, Atlético de Rafaela, Quilmes y Sarmiento (J). Por otro lado, los cuatro equipos ascendidos de la tercera categoría, dos por la rama de los clubes directamente afiliados a la AFA, a través del torneo de Primera B, y otros dos por los afiliados indirectamente, que disputan el Torneo Federal A. Ellos fueron: Deportivo Morón campeón de la Primera B 2016-17, cuya anterior participación se produjo en la temporada 1999-00; Deportivo Riestra, ganador del reducido de la Primera B, que participó por primera vez en el torneo; Agropecuario de la ciudad bonaerense de Carlos Casares, campeón del Torneo Federal A 2016-17; y el ganador de la reválida, Mitre de Santiago del Estero; ambos debutantes en la categoría.
Obtuvieron el ascenso a Primera División el Club Atlético Aldosivi, que se consagró campeón al ganar el desempate contra el Club Almagro, con el que había igualado el primer puesto del torneo, y el Club Atlético San Martín (Tucumán), ganador del torneo reducido por eliminación directa.
Se produjo, a su vez, el descenso de 6 equipos, 3 de ellos a la Primera B y otros 3 al Federal A.

## Ascensos y descensos
| Torneo    | Descendidos de la B Nacional 2016-17 |
| --------- | ------------------------------------ |
| Federal A | Central Córdoba (SdE)                |
| Federal A | Douglas Haig                         |
| Federal A | Crucero del Norte                    |
| Federal A | Atlético Paraná                      |

| Torneo    | Ascendidos a la B Nacional 2017-18 |
| --------- | ---------------------------------- |
| Primera B | Deportivo Morón                    |
| Primera B | Deportivo Riestra                  |
| Federal A | Agropecuario                       |
| Federal A | Mitre (SdE)                        |

| Pos | Ascendidos a la Primera División 2017-18 |
| --- | ---------------------------------------- |
| 1.º | Argentinos Juniors                       |
| 2.º | Chacarita Juniors                        |

| Prom | Descendidos de la Primera División 2016-17 |
| ---- | ------------------------------------------ |
| 27.º | Aldosivi                                   |
| 28.º | Quilmes                                    |
| 29.º | Atlético de Rafaela                        |
| 30.º | Sarmiento                                  |

- De esta manera, el número de participantes aumentó a 25.

## Equipos
| Equipo                  | Ciudad                | Estadio                             | Capacidad |
| ----------------------- | --------------------- | ----------------------------------- | --------- |
| Agropecuario            | Carlos Casares        | Ofelia Rosenzuaig                   | 8000      |
| Aldosivi                | Mar del Plata         | José María Minella                  | 35 180    |
| All Boys                | Buenos Aires          | Islas Malvinas                      | 21 500    |
| Almagro                 | José Ingenieros       | Tres de Febrero                     | 19 000    |
| Atlético de Rafaela     | Rafaela               | Nuevo Monumental                    | 20 660    |
| Boca Unidos             | Corrientes            | Leoncio Benítez                     | 8000      |
| Brown                   | Adrogué               | Lorenzo Arandilla                   | 4500      |
| Deportivo Morón         | Morón                 | Nuevo Francisco Urbano              | 32 000    |
| Deportivo Riestra       | Buenos Aires          | Guillermo Laza                      | 3000      |
| Ferro Carril Oeste      | Buenos Aires          | Arquitecto Ricardo Etcheverri       | 24 268    |
| Flandria                | Jáuregui              | Carlos V                            | 5000      |
| Gimnasia y Esgrima      | San Salvador de Jujuy | 23 de Agosto                        | 23 000    |
| Guillermo Brown         | Puerto Madryn         | Raul Conti                          | 15 000    |
| Independiente Rivadavia | Mendoza               | Bautista Gargantini                 | 24 000    |
| Instituto               | Córdoba               | Juan Domingo Perón                  | 25 000    |
| Juventud Unida          | Gualeguaychú          | De los Eucaliptos                   | 5 000     |
| Los Andes               | Lomas de Zamora       | Eduardo Gallardón                   | 36 942    |
| Mitre                   | Santiago del Estero   | Doctores José y Antonio Castiglione | 10 500    |
| Nueva Chicago           | Buenos Aires          | Nueva Chicago                       | 25 000    |
| Quilmes                 | Quilmes               | Centenario                          | 33 200    |
| Ramón Santamarina       | Tandil                | Municipal General San Martin        | 8762      |
| San Martín              | San Miguel de Tucumán | La Ciudadela                        | 30 500    |
| Sarmiento               | Junín                 | Eva Perón                           | 22 000    |
| Sportivo Estudiantes    | San Luis              | Héctor Odicino y Pedro Benoza       | 12 000    |
| Villa Dálmine           | Campana               | El Coliseo de Mitre y Puccini       | 11 250    |

### Distribución geográfica de los equipos
| Región                                   | Cant. | Equipos                                                                        |
| ---------------------------------------- | ----- | ------------------------------------------------------------------------------ |
| Interior de la provincia de Buenos Aires | 6     | Agropecuario, Aldosivi, Flandria, Ramón Santamarina, Sarmiento y Villa Dálmine |
| Conurbano bonaerense                     | 5     | Almagro, Brown de Adrogué, Deportivo Morón, Los Andes y Quilmes                |
| Ciudad de Buenos Aires                   | 4     | All Boys, Deportivo Riestra, Ferro Carril Oeste y Nueva Chicago                |
| Provincia del Chubut                     | 1     | Guillermo Brown                                                                |
| Provincia de Córdoba                     | 1     | Instituto                                                                      |
| Provincia de Corrientes                  | 1     | Boca Unidos                                                                    |
| Provincia de Entre Ríos                  | 1     | Juventud Unida                                                                 |
| Provincia de Jujuy                       | 1     | Gimnasia y Esgrima                                                             |
| Provincia de Mendoza                     | 1     | Independiente Rivadavia                                                        |
| Provincia de San Luis                    | 1     | Sportivo Estudiantes                                                           |
| Provincia de Santa Fe                    | 1     | Atlético de Rafaela                                                            |
| Provincia de Santiago del Estero         | 1     | Mitre                                                                          |
| Provincia de Tucumán                     | 1     | San Martín                                                                     |

## Formato

### Ascensos
Los 25 participantes se enfrentaron en una rueda por el sistema de todos contra todos. Habrá dos ascendidos a la Superliga, el campeón y el ganador de un torneo reducido jugado por eliminación directa entre los ocho equipos que ocuparon los siguientes puestos.

### Descensos
Los equipos que ocuparon las últimas seis posiciones de la tabla de promedios descendieron a la tercera categoría, según su procedencia.

### Clasificación a la Copa Argentina 2017-18
Los doce equipos con mejor promedio de la tabla parcial cumplida la 13.ª fecha clasificaron a los treintaidosavos de final de la Copa Argentina 2017-18.

## Tabla de posiciones final
| Pos. | Equipo                    | Pts. | PJ | PG | PE | PP | GF | GC | Dif. |
| ---- | ------------------------- | ---- | -- | -- | -- | -- | -- | -- | ---- |
| 01.º | Aldosivi                  | 41   | 24 | 11 | 8  | 5  | 30 | 22 | 8    |
| 02.º | Almagro                   | 41   | 24 | 11 | 8  | 5  | 31 | 16 | 15   |
| 03.º | San Martín (T)            | 39   | 24 | 9  | 12 | 3  | 29 | 21 | 8    |
| 04.º | Brown de Adrogué          | 37   | 24 | 10 | 7  | 7  | 27 | 20 | 7    |
| 05.º | Sarmiento (J)             | 37   | 24 | 10 | 7  | 7  | 31 | 27 | 4    |
| 06.º | Instituto                 | 37   | 24 | 10 | 7  | 7  | 22 | 19 | 3    |
| 07.º | Atlético de Rafaela       | 36   | 24 | 9  | 9  | 6  | 34 | 22 | 12   |
| 08.º | Villa Dálmine             | 36   | 24 | 10 | 6  | 8  | 24 | 17 | 7    |
| 09.º | Agropecuario              | 35   | 24 | 10 | 5  | 9  | 30 | 28 | 2    |
| 10.º | Gimnasia y Esgrima (J)    | 34   | 24 | 7  | 13 | 4  | 18 | 11 | 7    |
| 11.º | Deportivo Morón           | 33   | 24 | 7  | 12 | 5  | 22 | 23 | −1   |
| 12.º | Quilmes                   | 32   | 24 | 8  | 8  | 8  | 24 | 23 | 1    |
| 13.º | Mitre (SdE)               | 32   | 24 | 8  | 8  | 8  | 21 | 22 | −1   |
| 14.º | Independiente Rivadavia   | 31   | 24 | 7  | 10 | 7  | 20 | 19 | 1    |
| 15.º | Juventud Unida (G)        | 30   | 24 | 8  | 6  | 10 | 20 | 29 | −9   |
| 16.º | Guillermo Brown           | 28   | 24 | 7  | 7  | 10 | 25 | 27 | −2   |
| 17.º | Los Andes                 | 27   | 24 | 5  | 12 | 7  | 17 | 22 | −5   |
| 18.º | Ferro Carril Oeste        | 26   | 24 | 7  | 5  | 12 | 21 | 31 | −10  |
| 19.º | Deportivo Riestra         | 25   | 24 | 9  | 8  | 7  | 29 | 24 | 5    |
| 20.º | Sportivo Estudiantes (SL) | 25   | 24 | 5  | 10 | 9  | 13 | 19 | −6   |
| 21.º | Boca Unidos               | 25   | 24 | 6  | 7  | 11 | 23 | 31 | −8   |
| 22.º | All Boys                  | 25   | 24 | 6  | 7  | 11 | 24 | 33 | −9   |
| 23.º | Nueva Chicago             | 25   | 24 | 5  | 10 | 9  | 20 | 31 | −11  |
| 24.º | Flandria                  | 24   | 24 | 5  | 9  | 10 | 28 | 36 | −8   |
| 25.º | Ramón Santamarina         | 24   | 24 | 5  | 9  | 10 | 20 | 30 | −10  |

|  | Campeón. Ascendió a la Superliga.                  |
|  | Jugaron un torneo reducido por el segundo ascenso. |

### Evolución de las posiciones
| Equipo / Fecha            | 1    | 2    | 3    | 4    | 5    | 6    | 7    | 8    | 9    | 10   | 11   | 12   | 13   | 14   | 15   | 16   | 17   | 18   | 19   | 20   | 21   | 22   | 23   | 24   | 25   |
| ------------------------- | ---- | ---- | ---- | ---- | ---- | ---- | ---- | ---- | ---- | ---- | ---- | ---- | ---- | ---- | ---- | ---- | ---- | ---- | ---- | ---- | ---- | ---- | ---- | ---- | ---- |
| Agropecuario              | -    | 11.º | 04.º | 11.º | 06.º | 01.º | 01.º | 02.º | 01.º | 02.º | 06.º | 04.º | 04.º | 05.º | 04.º | 04.º | 06.º | 06.º | 05.º | 03.º | 06.º | 07.º | 11.º | 11.º | 09.º |
| Aldosivi                  | 04.º | 01.º | 01.º | 03.º | 08.º | 03.º | 07.º | 07.º | 08.º | 06.º | 05.º | 06.º | 06.º | 04.º | 02.º | 02.º | 02.º | 02.º | 02.º | 04.º | 01.º | 01.º | 01.º | 03.º | 01.º |
| All Boys                  | 23.º | 16.º | 19.º | 20.º | 20.º | 19.º | 20.º | 15.º | 20.º | 13.º | 17.º | 21.º | 20.º | 20.º | 21.º | 19.º | 20.º | 18.º | 20.º | 18.º | 20.º | 22.º | 23.º | 22.º | 22.º |
| Almagro                   | 19.º | 23.º | 17.º | 10.º | 05.º | 08.º | 09.º | 09.º | 05.º | 03.º | 01.º | 02.º | 02.º | 03.º | 05.º | 06.º | 04.º | 03.º | 03.º | 05.º | 04.º | 03.º | 02.º | 01.º | 02.º |
| Atlético de Rafaela       | 01.º | 08.º | 10.º | 02.º | 11.º | 10.º | 05.º | 05.º | 06.º | 05.º | 04.º | 01.º | 01.º | 01.º | 01.º | 01.º | 01.º | 01.º | 01.º | 01.º | 02.º | 05.º | 07.º | 08.º | 07.º |
| Boca Unidos               | 23.º | 25.º | 24.º | 23.º | 24.º | 24.º | 24.º | 24.º | 25.º | 23.º | 24.º | 25.º | 23.º | 23.º | 23.º | 21.º | 21.º | 23.º | 18.º | 21.º | 23.º | 20.º | 22.º | 21.º | 21.º |
| Brown de Adrogué          | 05.º | 02.º | 02.º | 01.º | 01.º | 04.º | 06.º | 06.º | 07.º | 10.º | 08.º | 09.º | 11.º | 09.º | 07.º | 11.º | 09.º | 09.º | 11.º | 13.º | 13.º | 12.º | 10.º | 05.º | 04.º |
| Deportivo Morón           | 11.º | 20.º | 21.º | 17.º | 17.º | 18.º | 17.º | 20.º | 21.º | 19.º | 18.º | 13.º | 08.º | 11.º | 08.º | 09.º | 07.º | 07.º | 10.º | 10.º | 10.º | 11.º | 09.º | 13.º | 11.º |
| Deportivo Riestra         | -    | 06.º | 09.º | 14.º | 07.º | 11.º | 11.º | 13.º | 16.º | 21.º | 21.º | 17.º | 21.º | 15.º | 13.º | 16.º | 17.º | 17.º | 17.º | 17.º | 17.º | 16.º | 14.º | 10.º | 19.º |
| Ferro Carril Oeste        | 19.º | 14.º | 18.º | 21.º | 22.º | 20.º | 23.º | 23.º | 23.º | 24.º | 25.º | 24.º | 24.º | 25.º | 25.º | 25.º | 25.º | 24.º | 21.º | 22.º | 21.º | 23.º | 19.º | 19.º | 18.º |
| Flandria                  | 19.º | 23.º | 25.º | 25.º | 25.º | 25.º | 25.º | 25.º | 24.º | 25.º | 23.º | 23.º | 25.º | 24.º | 24.º | 24.º | 24.º | 25.º | 25.º | 25.º | 25.º | 21.º | 21.º | 23.º | 24.º |
| Gimnasia y Esgrima (J)    | 23.º | 13.º | 05.º | 04.º | 12.º | 16.º | 15.º | 16.º | 15.º | 09.º | 11.º | 11.º | 12.º | 10.º | 10.º | 07.º | 11.º | 05.º | 04.º | 02.º | 05.º | 06.º | 08.º | 09.º | 10.º |
| Guillermo Brown           | 19.º | 06.º | 16.º | 08.º | 16.º | 07.º | 04.º | 04.º | 04.º | 08.º | 07.º | 07.º | 09.º | 12.º | 17.º | 20.º | 18.º | 19.º | 19.º | 20.º | 18.º | 18.º | 16.º | 17.º | 16.º |
| Independiente Rivadavia   | 09.º | 18.º | 20.º | 15.º | 18.º | 23.º | 22.º | 22.º | 21.º | 18.º | 20.º | 22.º | 22.º | 22.º | 22.º | 23.º | 22.º | 20.º | 22.º | 19.º | 16.º | 15.º | 17.º | 16.º | 14.º |
| Instituto                 | 05.º | 14.º | 05.º | 13.º | 15.º | 17.º | 18.º | 11.º | 12.º | 16.º | 10.º | 14.º | 14.º | 18.º | 14.º | 12.º | 10.º | 11.º | 08.º | 09.º | 08.º | 09.º | 06.º | 07.º | 06.º |
| Juventud Unida (G)        | 05.º | 17.º | 15.º | 07.º | 03.º | 06.º | 03.º | 03.º | 02.º | 04.º | 03.º | 05.º | 05.º | 06.º | 06.º | 10.º | 08.º | 10.º | 06.º | 06.º | 09.º | 10.º | 13.º | 14.º | 15.º |
| Los Andes                 | 11.º | 03.º | 07.º | 16.º | 09.º | 15.º | 14.º | 19.º | 13.º | 11.º | 13.º | 12.º | 16.º | 17.º | 19.º | 17.º | 15.º | 14.º | 16.º | 14.º | 15.º | 17.º | 18.º | 18.º | 17.º |
| Mitre (SdE)               | -    | 11.º | 11.º | 18.º | 19.º | 14.º | 13.º | 14.º | 19.º | 12.º | 15.º | 10.º | 10.º | 07.º | 12.º | 15.º | 16.º | 15.º | 14.º | 12.º | 11.º | 14.º | 15.º | 15.º | 13.º |
| Nueva Chicago             | 09.º | 21.º | 13.º | 05.º | 10.º | 09.º | 10.º | 10.º | 14.º | 20.º | 19.º | 20.º | 13.º | 14.º | 15.º | 18.º | 19.º | 22.º | 24.º | 24.º | 22.º | 24.º | 24.º | 25.º | 23.º |
| Quilmes                   | 11.º | 03.º | 14.º | 06.º | 02.º | 05.º | 08.º | 08.º | 09.º | 14.º | 16.º | 16.º | 17.º | 19.º | 16.º | 13.º | 13.º | 16.º | 13.º | 15.º | 14.º | 13.º | 12.º | 12.º | 11.º |
| Ramón Santamarina         | 18.º | 22.º | 22.º | 24.º | 20.º | 21.º | 16.º | 18.º | 10.º | 15.º | 14.º | 19.º | 19.º | 21.º | 20.º | 22.º | 23.º | 21.º | 23.º | 23.º | 24.º | 25.º | 25.º | 24.º | 25.º |
| San Martín (T)            | 05.º | 03.º | 08.º | 12.º | 14.º | 12.º | 19.º | 11.º | 11.º | 07.º | 09.º | 08.º | 07.º | 08.º | 09.º | 05.º | 03.º | 08.º | 07.º | 08.º | 03.º | 02.º | 03.º | 02.º | 03.º |
| Sarmiento (J)             | 11.º | 19.º | 23.º | 22.º | 23.º | 22.º | 21.º | 21.º | 17.º | 22.º | 22.º | 18.º | 18.º | 13.º | 11.º | 08.º | 12.º | 12.º | 12.º | 07.º | 07.º | 04.º | 05.º | 06.º | 05.º |
| Sportivo Estudiantes (SL) | 01.º | 08.º | 12.º | 19.º | 12.º | 12.º | 12.º | 17.º | 18.º | 17.º | 12.º | 15.º | 15.º | 16.º | 18.º | 14.º | 14.º | 13.º | 15.º | 16.º | 19.º | 19.º | 20.º | 20.º | 20.º |
| Villa Dálmine             | 01.º | 08.º | 03.º | 09.º | 04.º | 02.º | 02.º | 01.º | 03.º | 01.º | 02.º | 03.º | 03.º | 02.º | 03.º | 03.º | 05.º | 04.º | 09.º | 11.º | 12.º | 08.º | 04.º | 04.º | 08.º |

| 1. 2. |

## Tabla de descenso
Para su confección se toman en cuenta las campañas de las últimas cuatro temporadas.
| Pos  | Equipo                    | Promedio | 2015 | 2016 | 2016-17 | 2017-18 | Total | PJ  |
| ---- | ------------------------- | -------- | ---- | ---- | ------- | ------- | ----- | --- |
| 01.º | Aldosivi                  | 1,708    | -    | -    | -       | 41      | 41    | 24  |
| 02.º | Sarmiento                 | 1,541    | -    | -    | -       | 37      | 37    | 24  |
| 03.º | Atlético de Rafaela       | 1,500    | -    | -    | -       | 36      | 36    | 24  |
| 04.º | San Martín (T)            | 1,470    | -    | -    | 61      | 39      | 100   | 68  |
| 05.º | Brown de Adrogué          | 1,460    | -    | 28   | 65      | 37      | 130   | 89  |
| 06.º | Agropecuario              | 1,458    | -    | -    | -       | 35      | 35    | 24  |
| 07.º | Almagro                   | 1,449    | -    | 28   | 60      | 41      | 129   | 89  |
| 08.º | Guillermo Brown           | 1,381    | 48   | 30   | 75      | 28      | 181   | 131 |
| 09.º | Deportivo Morón           | 1,375    | -    | -    | -       | 33      | 33    | 24  |
| 10.º | Ferro Carril Oeste        | 1,366    | 67   | 26   | 60      | 26      | 179   | 131 |
| 11.º | Gimnasia y Esgrima (J)    | 1,366    | 55   | 38   | 52      | 34      | 179   | 131 |
| 12.º | Instituto                 | 1,358    | 62   | 16   | 63      | 37      | 178   | 131 |
| 13.º | Ramón Santamarina         | 1,358    | 66   | 27   | 61      | 24      | 178   | 131 |
| 14.º | Villa Dálmine             | 1,343    | 60   | 33   | 47      | 36      | 176   | 131 |
| 15.º | Mitre (SdE)               | 1,333    | -    | -    | -       | 32      | 32    | 24  |
| 16.º | Quilmes                   | 1,333    | -    | -    | -       | 32      | 32    | 24  |
| 17.º | Los Andes                 | 1,297    | 54   | 30   | 59      | 27      | 170   | 131 |
| 18.º | Nueva Chicago             | 1,292    | -    | 30   | 60      | 25      | 115   | 89  |
| 19.º | Independiente Rivadavia   | 1,290    | 51   | 20   | 67      | 31      | 169   | 131 |
| 20.º | Juventud Unida (G)        | 1,274    | 54   | 28   | 55      | 30      | 167   | 131 |
| 21.º | All Boys                  | 1,251    | 53   | 26   | 60      | 25      | 164   | 131 |
| 22.º | Boca Unidos               | 1,251    | 54   | 38   | 47      | 25      | 164   | 131 |
| 23.º | Sportivo Estudiantes (SL) | 1,213    | 56   | 24   | 54      | 25      | 159   | 131 |
| 24.º | Flandria                  | 1,176    | -    | -    | 56      | 24      | 80    | 68  |
| 25.º | Deportivo Riestra         | 1,041    | -    | -    | -       | 25      | 25    | 24  |

|  | Descendieron a la tercera categoría. |

## Tabla de promedios cumplida la decimotercera fecha
Fue usada para determinar los equipos clasificados a la Copa Argentina 2017-18, que fueron los que ocuparon los doce primeros lugares según el promedio obtenido en la disputa hasta la 13.ª fecha. En caso de empate de posiciones se usó la diferencia de goles, goles a favor y partido entre ellos, si hubiera habido.
| Pos  | Equipo                    | Promedio | Pts | PJ | G | E | P | GF | GC | Dif |
| ---- | ------------------------- | -------- | --- | -- | - | - | - | -- | -- | --- |
| 01.º | Atlético de Rafaela       | 1,923    | 25  | 13 | 7 | 4 | 2 | 22 | 8  | 14  |
| 02.º | Villa Dálmine             | 1,833    | 22  | 12 | 6 | 4 | 2 | 14 | 7  | 7   |
| 03.º | Agropecuario              | 1,833    | 22  | 12 | 7 | 1 | 4 | 20 | 14 | 6   |
| 04.º | Almagro                   | 1,692    | 22  | 13 | 6 | 4 | 3 | 17 | 9  | 8   |
| 05.º | Juventud Unida (G)        | 1,692    | 22  | 13 | 6 | 4 | 3 | 12 | 12 | 0   |
| 06.º | Aldosivi                  | 1,666    | 20  | 12 | 5 | 5 | 2 | 15 | 10 | 5   |
| 07.º | San Martín (T)            | 1,583    | 20  | 13 | 4 | 8 | 1 | 11 | 8  | 3   |
| 08.º | Guillermo Brown           | 1,416    | 17  | 12 | 5 | 2 | 5 | 16 | 12 | 4   |
| 09.º | Deportivo Morón           | 1,384    | 18  | 13 | 4 | 6 | 3 | 12 | 12 | 0   |
| 10.º | Brown de Adrogué          | 1,333    | 16  | 12 | 4 | 4 | 4 | 12 | 9  | 3   |
| 11.º | Gimnasia y Esgrima (J)    | 1,333    | 16  | 12 | 3 | 7 | 2 | 9  | 6  | 3   |
| 12.º | Mitre (SdE)               | 1,307    | 17  | 13 | 4 | 5 | 4 | 9  | 11 | -2  |
| 13.º | Sportivo Estudiantes (SL) | 1,250    | 15  | 12 | 3 | 6 | 3 | 10 | 9  | 1   |
| 14.º | Los Andes                 | 1,250    | 15  | 12 | 3 | 6 | 3 | 7  | 8  | -1  |
| 15.º | Nueva Chicago             | 1,230    | 16  | 13 | 3 | 7 | 3 | 10 | 12 | -2  |
| 16.º | Instituto                 | 1,230    | 16  | 13 | 4 | 4 | 5 | 8  | 12 | -4  |
| 17.º | Sarmiento (J)             | 1,166    | 14  | 12 | 3 | 5 | 4 | 12 | 14 | -2  |
| 18.º | Quilmes                   | 1,153    | 15  | 13 | 3 | 6 | 4 | 8  | 11 | -3  |
| 19.º | All Boys                  | 1,153    | 15  | 13 | 4 | 3 | 6 | 14 | 19 | -5  |
| 20.º | Deportivo Riestra         | 1,083    | 13  | 12 | 3 | 4 | 5 | 12 | 13 | -1  |
| 21.º | Independiente Rivadavia   | 1,083    | 13  | 12 | 2 | 7 | 3 | 9  | 10 | -1  |
| 22.º | Ramón Santamarina         | 1,076    | 14  | 13 | 3 | 5 | 5 | 13 | 16 | -3  |
| 23.º | Boca Unidos               | 0,769    | 10  | 13 | 2 | 4 | 7 | 10 | 20 | -10 |
| 24.º | Ferro Carril Oeste        | 0,750    | 9   | 12 | 2 | 3 | 7 | 9  | 19 | -10 |
| 25.º | Flandria                  | 0,583    | 7   | 12 | 1 | 4 | 7 | 10 | 20 | -10 |

|}
|  | Clasificados a la Copa Argentina 2017-18. |

## Resultados
| Los Andes                 | 0 - 0 | Deportivo Morón         | Eduardo Gallardón             | 15 de septiembre | 21:05 |
| Gimnasia y Esgrima (J)    | 0 - 2 | Atlético de Rafaela     | 23 de Agosto                  | 15 de septiembre | 21:30 |
| San Martín (T)            | 1 - 0 | Ferro Carril Oeste      | La Ciudadela                  | 16 de septiembre | 15:05 |
| Villa Dálmine             | 2 - 0 | Boca Unidos             | El Coliseo de Mitre y Puccini | 16 de septiembre | 15:30 |
| Almagro                   | 0 - 1 | Brown de Adrogué        | Tres de Febrero               | 16 de septiembre | 15:30 |
| Sportivo Estudiantes (SL) | 2 - 0 | All Boys                | Juan Gilberto Funes           | 16 de septiembre | 17:00 |
| Ramón Santamarina         | 1 - 2 | Aldosivi                | Municipal General San Martín  | 16 de septiembre | 20:30 |
| Juventud Unida (G)        | 1 - 0 | Flandria                | De los Eucaliptos             | 17 de septiembre | 15:00 |
| Nueva Chicago             | 1 - 1 | Independiente Rivadavia | Nueva Chicago                 | 17 de septiembre | 15:30 |
| Instituto                 | 1 - 0 | Guillermo Brown         | Juan Domingo Perón            | 17 de septiembre | 16:00 |
| Sarmiento (J)             | 0 - 0 | Quilmes                 | Eva Perón                     | 18 de septiembre | 21:05 |
| Deportivo Riestra         | 2 - 1 | Mitre (SdE)             | Ciudad de Caseros             | 20 de octubre    | 15:30 |
| Libre: Agropecuario       |       |                         |                               |                  |       |

| Atlético de Rafaela      | 0 - 1 | Los Andes                 | Nuevo Monumental                 | 22 de septiembre | 21:00 |
| Deportivo Morón          | 1 - 3 | Deportivo Riestra         | Nuevo Francisco Urbano           | 22 de septiembre | 21:05 |
| Independiente Rivadavia  | 0 - 0 | San Martín (T)            | Bautista Gargantini              | 22 de septiembre | 21:30 |
| Brown de Adrogué         | 1 - 0 | Instituto                 | Lorenzo Arandilla                | 23 de septiembre | 13:05 |
| Ferro Carril Oeste       | 1 - 0 | Almagro                   | Arquitecto Ricardo Etcheverri    | 23 de septiembre | 16:00 |
| Quilmes                  | 1 - 0 | Villa Dálmine             | Centenario                       | 23 de septiembre | 18:05 |
| Flandria                 | 0 - 1 | Agropecuario              | Carlos V                         | 24 de septiembre | 15:00 |
| All Boys                 | 1 - 0 | Ramón Santamarina         | Islas Malvinas                   | 24 de septiembre | 15:35 |
| Boca Unidos              | 0 - 2 | Gimnasia y Esgrima (J)    | Leoncio Benítez                  | 24 de septiembre | 16:00 |
| Guillermo Brown          | 3 - 0 | Juventud Unida (G)        | Raúl Conti                       | 24 de septiembre | 16:00 |
| Mitre (SdE)              | 1 - 0 | Sportivo Estudiantes (SL) | Dres. José y Antonio Castiglione | 24 de septiembre | 16:30 |
| Aldosivi                 | 3 - 0 | Nueva Chicago             | José María Minella               | 25 de septiembre | 21:05 |
| Libre: Sarmiento (Junín) |       |                           |                                  |                  |       |

| Deportivo Riestra         | 2 - 2 | Atlético de Rafaela     | Ciudad de Caseros             | 29 de septiembre | 15:30 |
| Los Andes                 | 1 - 1 | Boca Unidos             | Eduardo Gallardón             | 29 de septiembre | 21:00 |
| Villa Dálmine             | 2 - 0 | Sarmiento (J)           | El Coliseo de Mitre y Puccini | 29 de septiembre | 21:05 |
| Almagro                   | 2 - 1 | Independiente Rivadavia | Tres de Febrero               | 30 de septiembre | 15:30 |
| Agropecuario              | 2 - 0 | Guillermo Brown         | Ofelia Rosenzuaig             | 30 de septiembre | 16:00 |
| Sportivo Estudiantes (SL) | 0 - 0 | Deportivo Morón         | Juan Gilberto Funes           | 30 de septiembre | 17:00 |
| Instituto                 | 3 - 1 | Ferro Carril Oeste      | Juan Domingo Perón            | 30 de septiembre | 17:05 |
| Ramón Santamarina         | 1 - 1 | Mitre (SdE)             | Municipal General San Martín  | 30 de septiembre | 20:30 |
| Juventud Unida (G)        | 1 - 1 | Brown de Adrogué        | De los Eucaliptos             | 1 de octubre     | 15:00 |
| Nueva Chicago             | 2 - 0 | All Boys                | Nueva Chicago                 | 1 de octubre     | 15:05 |
| Gimnasia y Esgrima (J)    | 2 - 0 | Quilmes                 | 23 de Agosto                  | 1 de octubre     | 17:00 |
| San Martín (T)            | 0 - 0 | Aldosivi                | La Ciudadela                  | 1 de octubre     | 17:00 |
| Libre: Flandria           |       |                         |                               |                  |       |

| Boca Unidos             | 1 - 1 | Deportivo Riestra         | Leoncio Benítez                  | 6 de octubre | 21:00 |
| Independiente Rivadavia | 2 - 0 | Instituto                 | Bautista Gargantini              | 6 de octubre | 21:30 |
| Quilmes                 | 1 - 0 | Los Andes                 | Centenario                       | 7 de octubre | 15:05 |
| Brown de Adrogué        | 3 - 1 | Agropecuario              | Lorenzo Arandilla                | 7 de octubre | 15:30 |
| Aldosivi                | 1 - 3 | Almagro                   | José María Minella               | 7 de octubre | 16:00 |
| Ferro Carril Oeste      | 0 - 1 | Juventud Unida (G)        | Arquitecto Ricardo Etcheverri    | 7 de octubre | 16:30 |
| All Boys                | 1 - 1 | San Martín (T)            | Islas Malvinas                   | 7 de octubre | 18:00 |
| Guillermo Brown         | 3 - 0 | Flandria                  | Raul Conti                       | 8 de octubre | 15:30 |
| Mitre (SdE)             | 0 - 1 | Nueva Chicago             | Dres. José y Antonio Castiglione | 8 de octubre | 16:00 |
| Deportivo Morón         | 1 - 0 | Ramón Santamarina         | Nuevo Francisco Urbano           | 8 de octubre | 19:05 |
| Atlético de Rafaela     | 2 - 0 | Sportivo Estudiantes (SL) | Nuevo Monumental                 | 9 de octubre | 21:00 |
| Sarmiento (J)           | 0 - 0 | Gimnasia y Esgrima (J)    | Eva Perón                        | 9 de octubre | 21:05 |
| Libre: Villa Dálmine    |       |                           |                                  |              |       |

| Agropecuario              | 2 - 0 | Ferro Carril Oeste      | Ofelia Rosenzuaig            | 14 de octubre | 16:00 |
| Deportivo Riestra         | 0 - 1 | Quilmes                 | Ciudad de Caseros            | 14 de octubre | 17:05 |
| Instituto                 | 1 - 1 | Aldosivi                | Juan Domingo Perón           | 14 de octubre | 18:00 |
| Ramón Santamarina         | 1 - 0 | Atlético de Rafaela     | Municipal General San Martin | 14 de octubre | 20:30 |
| Nueva Chicago             | 1 - 1 | Deportivo Morón         | Nueva Chicago                | 15 de octubre | 14:35 |
| Flandria                  | 0 - 0 | Brown de Adrogué        | Carlos V                     | 15 de octubre | 15:30 |
| Juventud Unida (G)        | 1 - 0 | Independiente Rivadavia | De los Eucaliptos            | 15 de octubre | 16:00 |
| Gimnasia y Esgrima (J)    | 0 - 1 | Villa Dálmine           | 23 de Agosto                 | 15 de octubre | 17:00 |
| Sportivo Estudiantes (SL) | 2 - 0 | Boca Unidos             | Juan Gilberto Funes          | 15 de octubre | 17:00 |
| Almagro                   | 2 - 0 | All Boys                | Tres de Febrero              | 15 de octubre | 18:00 |
| San Martín (T)            | 1 - 1 | Mitre (SdE)             | La Ciudadela                 | 16 de octubre | 17:00 |
| Los Andes                 | 1 - 0 | Sarmiento (J)           | Eduardo Gallardón            | 16 de octubre | 21:05 |
| Libre: Guillermo Brown    |       |                         |                              |               |       |

| Ferro Carril Oeste                | 2 - 0 | Flandria                  | Arquitecto Ricardo Etcheverri    | 27 de octubre | 20:00 |
| Sarmiento (J)                     | 1 - 0 | Deportivo Riestra         | Eva Perón                        | 27 de octubre | 21:00 |
| Atlético de Rafaela               | 0 - 0 | Nueva Chicago             | Nuevo Monumental                 | 27 de octubre | 21:10 |
| Independiente Rivadavia           | 0 - 3 | Agropecuario              | Bautista Gargantini              | 27 de octubre | 21:30 |
| Mitre (SdE)                       | 1 - 0 | Almagro                   | Dres. José y Antonio Castiglione | 27 de octubre | 22:00 |
| Quilmes                           | 0 - 0 | Sportivo Estudiantes (SL) | Centenario                       | 28 de octubre | 15:10 |
| All Boys                          | 1 - 0 | Instituto                 | Islas Malvinas                   | 28 de octubre | 15:30 |
| Brown de Adrogué                  | 1 - 2 | Guillermo Brown           | Lorenzo Arandilla                | 28 de octubre | 15:30 |
| Villa Dálmine                     | 2 - 0 | Los Andes                 | El Coliseo de Mitre y Puccini    | 28 de octubre | 15:35 |
| Deportivo Morón                   | 1 - 1 | San Martín (T)            | Nuevo Francisco Urbano           | 28 de octubre | 18:00 |
| Boca Unidos                       | 1 - 1 | Ramón Santamarina         | Leoncio Benítez                  | 29 de octubre | 17:00 |
| Aldosivi                          | 2 - 0 | Juventud Unida (G)        | José María Minella               | 30 de octubre | 21:10 |
| Libre: Gimnasia y Esgrima (Jujuy) |       |                           |                                  |               |       |

| Los Andes                 | 1 - 1 | Gimnasia y Esgrima (J)  | Eduardo Gallardón            | 3 de noviembre | 21:00 |
| San Martín (T)            | 0 - 2 | Atlético de Rafaela     | La Ciudadela                 | 3 de noviembre | 21:45 |
| Nueva Chicago             | 1 - 1 | Boca Unidos             | Nueva Chicago                | 4 de noviembre | 16:05 |
| Agropecuario              | 2 - 0 | Aldosivi                | Ofelia Rosenzuaig            | 4 de noviembre | 17:00 |
| Instituto                 | 0 - 0 | Mitre (SdE)             | Juan Domingo Perón           | 4 de noviembre | 19:00 |
| Sportivo Estudiantes (SL) | 1 - 1 | Sarmiento (J)           | Juan Gilberto Funes          | 4 de noviembre | 19:00 |
| Ramón Santamarina         | 3 - 2 | Quilmes                 | Municipal General San Martín | 4 de noviembre | 19:05 |
| Guillermo Brown           | 3 - 0 | Ferro Carril Oeste      | Cayetano Castro              | 5 de noviembre | 15:00 |
| Almagro                   | 2 - 2 | Deportivo Morón         | Tres de Febrero              | 5 de noviembre | 15:30 |
| Flandria                  | 2 - 2 | Independiente Rivadavia | Carlos V                     | 5 de noviembre | 15:30 |
| Deportivo Riestra         | 1 - 1 | Villa Dálmine           | Ciudad de Caseros            | 6 de noviembre | 15:30 |
| Juventud Unida (G)        | 3 - 1 | All Boys                | De los Eucaliptos            | 6 de noviembre | 21:05 |
| Libre: Brown de Adrogué   |       |                         |                              |                |       |

| Atlético de Rafaela     | 1 - 1 | Almagro                   | Nuevo Monumental                 | 10 de noviembre | 21:00 |
| Independiente Rivadavia | 0 - 0 | Guillermo Brown           | Bautista Gargantini              | 10 de noviembre | 21:30 |
| Aldosivi                | 2 - 2 | Flandria                  | José María Minella               | 11 de noviembre | 17:00 |
| Quilmes                 | 1 - 1 | Nueva Chicago             | Centenario                       | 11 de noviembre | 17:05 |
| Sarmiento (J)           | 3 - 3 | Ramón Santamarina         | Eva Perón                        | 11 de noviembre | 18:00 |
| All Boys                | 4 - 0 | Agropecuario              | Islas Malvinas                   | 12 de noviembre | 15:05 |
| Villa Dálmine           | 2 - 1 | Sportivo Estudiantes (SL) | El Coliseo de Mitre y Puccini    | 12 de noviembre | 15:05 |
| Boca Unidos             | 1 - 2 | San Martín (T)            | Leoncio Benítez                  | 12 de noviembre | 17:00 |
| Gimnasia y Esgrima (J)  | 0 - 0 | Deportivo Riestra         | 23 de Agosto                     | 12 de noviembre | 17:00 |
| Ferro Carril Oeste      | 2 - 2 | Brown de Adrogué          | Arquitecto Ricardo Etcheverri    | 12 de noviembre | 17:05 |
| Mitre (SdE)             | 0 - 0 | Juventud Unida (G)        | Dres. José y Antonio Castiglione | 12 de noviembre | 19:00 |
| Deportivo Morón         | 0 - 1 | Instituto                 | Nuevo Francisco Urbano           | 16 de noviembre | 21:00 |
| Libre: Los Andes        |       |                           |                                  |                 |       |

| Agropecuario              | 2 - 0 | Mitre (SdE)             | Ofelia Rosenzuaig            | 18 de noviembre | 17:00 |
| Nueva Chicago             | 0 - 2 | Sarmiento (J)           | Nueva Chicago                | 18 de noviembre | 17:05 |
| Brown de Adrogué          | 0 - 0 | Independiente Rivadavia | Lorenzo Arandilla            | 19 de noviembre | 17:00 |
| Guillermo Brown           | 1 - 1 | Aldosivi                | Raúl Conti                   | 19 de noviembre | 17:00 |
| Flandria                  | 2 - 0 | All Boys                | Carlos V                     | 19 de noviembre | 17:00 |
| Almagro                   | 2 - 1 | Boca Unidos             | Tres de Febrero              | 19 de noviembre | 17:00 |
| San Martín (T)            | 1 - 1 | Quilmes                 | La Ciudadela                 | 19 de noviembre | 18:00 |
| Sportivo Estudiantes (SL) | 0 - 0 | Gimnasia y Esgrima (J)  | Juan Gilberto Funes          | 19 de noviembre | 19:00 |
| Deportivo Riestra         | 0 - 1 | Los Andes               | Guillermo Laza               | 20 de noviembre | 17:00 |
| Instituto                 | 0 - 0 | Atlético de Rafaela     | Juan Domingo Perón           | 20 de noviembre | 19:00 |
| Ramón Santamarina         | 1 - 0 | Villa Dálmine           | Municipal General San Martín | 20 de noviembre | 20:30 |
| Juventud Unida (G)        | 1 - 0 | Deportivo Morón         | De los Eucaliptos            | 20 de noviembre | 21:05 |
| Libre: Ferro Carril Oeste |       |                         |                              |                 |       |

| Sarmiento (J)            | 0 - 2 | San Martín (T)            | Eva Perón                        | 24 de noviembre | 21:00 |
| Independiente Rivadavia  | 2 - 0 | Ferro Carril Oeste        | Bautista Gargantini              | 24 de noviembre | 21:30 |
| Quilmes                  | 0 - 2 | Almagro                   | Centenario                       | 25 de noviembre | 17:05 |
| Atlético de Rafaela      | 3 - 0 | Juventud Unida (G)        | Nuevo Monumental                 | 25 de noviembre | 19:00 |
| All Boys                 | 2 - 0 | Guillermo Brown           | Islas Malvinas                   | 25 de noviembre | 21:30 |
| Los Andes                | 1 - 1 | Sportivo Estudiantes (SL) | Eduardo Gallardón                | 26 de noviembre | 17:00 |
| Gimnasia y Esgrima (J)   | 3 - 1 | Ramón Santamarina         | 23 de Agosto                     | 26 de noviembre | 17:00 |
| Boca Unidos              | 2 - 0 | Instituto                 | Leoncio Benítez                  | 26 de noviembre | 17:00 |
| Aldosivi                 | 1 - 0 | Brown de Adrogué          | José María Minella               | 26 de noviembre | 17:00 |
| Villa Dálmine            | 2 - 1 | Nueva Chicago             | El Coliseo de Mitre y Puccini    | 26 de noviembre | 20:15 |
| Mitre (SdE)              | 2 - 1 | Flandria                  | Dres. José y Antonio Castiglione | 26 de noviembre | 21:00 |
| Deportivo Morón          | 2 - 1 | Agropecuario              | Nuevo Francisco Urbano           | 27 de noviembre | 21:05 |
| Libre: Deportivo Riestra |       |                           |                                  |                 |       |

| Ferro Carril Oeste             | 0 - 2 | Aldosivi               | Arquitecto Ricardo Etcheverri | 1 de diciembre | 20:00 |
| Brown de Adrogué               | 3 - 0 | All Boys               | Lorenzo Arandilla             | 2 de diciembre | 17:00 |
| Nueva Chicago                  | 1 - 1 | Gimnasia y Esgrima (J) | Nueva Chicago                 | 2 de diciembre | 17:00 |
| Instituto                      | 1 - 0 | Quilmes                | Juan Domingo Perón            | 2 de diciembre | 19:05 |
| Juventud Unida (G)             | 2 - 0 | Boca Unidos            | De los Eucaliptos             | 2 de diciembre | 21:00 |
| Guillermo Brown                | 3 - 1 | Mitre (SdE)            | Raul Conti                    | 3 de diciembre | 17:00 |
| Sportivo Estudiantes (SL)      | 3 - 2 | Deportivo Riestra      | Héctor Odicino y Pedro Benoza | 3 de diciembre | 17:00 |
| Flandria                       | 2 - 2 | Deportivo Morón        | Carlos V                      | 3 de diciembre | 17:00 |
| San Martín (T)                 | 1 - 1 | Villa Dálmine          | La Ciudadela                  | 3 de diciembre | 18:00 |
| Agropecuario                   | 1 - 3 | Atlético de Rafaela    | Ofelia Rosenzuaig             | 3 de diciembre | 18:05 |
| Ramón Santamarina              | 1 - 1 | Los Andes              | Municipal General San Martín  | 4 de diciembre | 20:30 |
| Almagro                        | 3 - 0 | Sarmiento (J)          | Tres de Febrero               | 4 de diciembre | 21:10 |
| Libre: Independiente Rivadavia |       |                        |                               |                |       |

| Quilmes                                | 0 - 0 | Juventud Unida (G)      | Centenario                       | 8 de diciembre  | 20:05 |
| Aldosivi                               | 0 - 0 | Independiente Rivadavia | José María Minella               | 9 de diciembre  | 17:00 |
| Gimnasia y Esgrima (J)                 | 0 - 0 | San Martín (T)          | 23 de Agosto                     | 10 de diciembre | 17:00 |
| Los Andes                              | 0 - 0 | Nueva Chicago           | Eduardo Gallardón                | 10 de diciembre | 17:00 |
| Deportivo Morón                        | 1 - 0 | Guillermo Brown         | Nuevo Francisco Urbano           | 10 de diciembre | 17:00 |
| Boca Unidos                            | 1 - 4 | Agropecuario            | Leoncio Benítez                  | 10 de diciembre | 17:05 |
| Villa Dálmine                          | 0 - 0 | Almagro                 | El Coliseo de Mitre y Puccini    | 10 de diciembre | 19:30 |
| Atlético de Rafaela                    | 4 - 1 | Flandria                | Nuevo Monumental                 | 10 de diciembre | 20:00 |
| Mitre (SdE)                            | 1 - 0 | Brown de Adrogué        | Dres. José y Antonio Castiglione | 10 de diciembre | 21:00 |
| Deportivo Riestra                      | 1 - 0 | Ramón Santamarina       | Eduardo Gallardón                | 11 de diciembre | 17:00 |
| Sarmiento (J)                          | 3 - 0 | Instituto               | Eva Perón                        | 11 de diciembre | 21:05 |
| All Boys                               | 3 - 3 | Ferro Carril Oeste      | Islas Malvinas                   | 7 de febrero    | 20:00 |
| Libre: Sportivo Estudiantes (San Luis) |       |                         |                                  |                 |       |

| Ferro Carril Oeste      | 0 - 0 | Mitre (SdE)               | Arquitecto Ricardo Etcheverri | 2 de febrero | 20:00 |
| Juventud Unida (G)      | 2 - 2 | Sarmiento (J)             | De los Eucaliptos             | 2 de febrero | 21:00 |
| Instituto               | 1 - 1 | Villa Dálmine             | Juan Domingo Perón            | 2 de febrero | 21:05 |
| Independiente Rivadavia | 1 - 1 | All Boys                  | Bautista Gargantini           | 2 de febrero | 21:30 |
| Flandria                | 0 - 1 | Boca Unidos               | Carlos V                      | 3 de febrero | 17:00 |
| Brown de Adrogué        | 0 - 1 | Deportivo Morón           | Lorenzo Arandilla             | 3 de febrero | 17:00 |
| Nueva Chicago           | 1 - 0 | Deportivo Riestra         | Nueva Chicago                 | 3 de febrero | 17:05 |
| Almagro                 | 0 - 0 | Gimnasia y Esgrima (J)    | Tres de Febrero               | 3 de febrero | 19:05 |
| Ramón Santamarina       | 0 - 0 | Sportivo Estudiantes (SL) | Municipal General San Martín  | 3 de febrero | 20:30 |
| Guillermo Brown         | 1 - 3 | Atlético de Rafaela       | Raúl Conti                    | 4 de febrero | 17:00 |
| San Martín (T)          | 1 - 0 | Los Andes                 | La Ciudadela                  | 4 de febrero | 18:00 |
| Agropecuario            | 1 - 1 | Quilmes                   | Ofelia Rosenzuaig             | 5 de febrero | 21:05 |
| Libre: Aldosivi         |       |                           |                               |              |       |

| Villa Dálmine             | 2 - 0 | Juventud Unida (G)      | El Coliseo de Mitre y Puccini    | 9 de febrero  | 20:05 |
| Gimnasia y Esgrima (J)    | 1 - 0 | Instituto               | 23 de Agosto                     | 9 de febrero  | 21:30 |
| Mitre (SdE)               | 3 - 1 | Independiente Rivadavia | Dres. José y Antonio Castiglione | 9 de febrero  | 22:00 |
| Sarmiento (J)             | 2 - 1 | Agropecuario            | Eva Perón                        | 10 de febrero | 19:10 |
| Atlético de Rafaela       | 2 - 3 | Brown de Adrogué        | Nuevo Monumental                 | 10 de febrero | 20:05 |
| Deportivo Morón           | 0 - 0 | Ferro Carril Oeste      | Nuevo Francisco Urbano           | 11 de febrero | 17:00 |
| Los Andes                 | 1 - 1 | Almagro                 | Eduardo Gallardón                | 11 de febrero | 17:00 |
| Quilmes                   | 0 - 2 | Flandria                | Centenario                       | 11 de febrero | 17:00 |
| All Boys                  | 0 - 1 | Aldosivi                | Islas Malvinas                   | 11 de febrero | 17:00 |
| Sportivo Estudiantes (SL) | 0 - 0 | Nueva Chicago           | Héctor Odicino y Pedro Benoza    | 11 de febrero | 18:00 |
| Deportivo Riestra         | 3 - 0 | San Martín (T)          | Eduardo Gallardón                | 12 de febrero | 17:00 |
| Boca Unidos               | 2 - 0 | Guillermo Brown         | Leoncio Benítez                  | 14 de febrero | 21:05 |
| Libre: Ramón Santamarina  |       |                         |                                  |               |       |

| Juventud Unida (G)      | 0 - 0 | Gimnasia y Esgrima (J)    | De los Eucaliptos             | 16 de febrero | 21:00 |
| Instituto               | 1 - 0 | Los Andes                 | Juan Domingo Perón            | 16 de febrero | 21:00 |
| Independiente Rivadavia | 0 - 1 | Deportivo Morón           | Bautista Gargantini           | 16 de febrero | 21:30 |
| Almagro                 | 0 - 1 | Deportivo Riestra         | Tres de Febrero               | 17 de febrero | 17:00 |
| Flandria                | 3 - 5 | Sarmiento (J)             | Carlos V                      | 17 de febrero | 17:00 |
| Agropecuario            | 2 - 1 | Villa Dálmine             | Ofelia Rosenzuaig             | 17 de febrero | 19:05 |
| Guillermo Brown         | 1 - 2 | Quilmes                   | Raúl Conti                    | 18 de febrero | 17:00 |
| Brown de Adrogué        | 3 - 0 | Boca Unidos               | Lorenzo Arandilla             | 18 de febrero | 17:00 |
| San Martín (T)          | 1 - 1 | Sportivo Estudiantes (SL) | La Ciudadela                  | 18 de febrero | 18:00 |
| Ferro Carril Oeste      | 0 - 2 | Atlético de Rafaela       | Arquitecto Ricardo Etcheverri | 18 de febrero | 19:00 |
| Nueva Chicago           | 1 - 1 | Ramón Santamarina         | Nueva Chicago                 | 19 de febrero | 17:00 |
| Aldosivi                | 1 - 0 | Mitre (SdE)               | José María Minella            | 19 de febrero | 21:05 |
| Libre: All Boys         |       |                           |                               |               |       |

| Sarmiento (J)             | 2 - 0 | Guillermo Brown         | Eva Perón                        | 23 de febrero | 21:00 |
| Los Andes                 | 1 - 0 | Juventud Unida (G)      | Eduardo Gallardón                | 24 de febrero | 17:00 |
| Deportivo Morón           | 3 - 3 | Aldosivi                | Nuevo Francisco Urbano           | 24 de febrero | 17:00 |
| Sportivo Estudiantes (SL) | 1 - 0 | Almagro                 | Héctor Odicino y Pedro Benoza    | 24 de febrero | 18:00 |
| Villa Dálmine             | 0 - 1 | Flandria                | El Coliseo de Mitre y Puccini    | 24 de febrero | 19:00 |
| Atlético de Rafaela       | 1 - 1 | Independiente Rivadavia | Nuevo Monumental                 | 24 de febrero | 19:05 |
| Boca Unidos               | 3 - 1 | Ferro Carril Oeste      | Leoncio Benítez                  | 25 de febrero | 19:00 |
| Mitre (SdE)               | 1 - 2 | All Boys                | Dres. José y Antonio Castiglione | 25 de febrero | 22:00 |
| Deportivo Riestra         | 2 - 3 | Instituto               | Eduardo Gallardón                | 26 de febrero | 17:00 |
| Quilmes                   | 3 - 0 | Brown de Adrogué        | Centenario                       | 26 de febrero | 20:00 |
| Ramón Santamarina         | 1 - 2 | San Martín (T)          | Municipal General San Martín     | 26 de febrero | 20:30 |
| Gimnasia y Esgrima (J)    | 1 - 0 | Agropecuario            | 23 de Agosto                     | 26 de febrero | 21:30 |
| Libre: Nueva Chicago      |       |                         |                                  |               |       |

| Brown de Adrogué                   | 2 - 1 | Sarmiento (J)             | Lorenzo Arandilla             | 3 de marzo | 17:00 |
| Flandria                           | 0 - 0 | Gimnasia y Esgrima (J)    | Carlos V                      | 3 de marzo | 17:00 |
| All Boys                           | 0 - 1 | Deportivo Morón           | Islas Malvinas                | 3 de marzo | 17:05 |
| Almagro                            | 1 - 0 | Ramón Santamarina         | Tres de Febrero               | 3 de marzo | 19:00 |
| San Martín (T)                     | 2 - 1 | Nueva Chicago             | La Ciudadela                  | 3 de marzo | 19:30 |
| Aldosivi                           | 2 - 2 | Atlético de Rafaela       | José María Minella            | 3 de marzo | 19:35 |
| Instituto                          | 2 - 0 | Sportivo Estudiantes (SL) | Juan Domingo Perón            | 3 de marzo | 20:00 |
| Guillermo Brown                    | 1 - 1 | Villa Dálmine             | Raul Conti                    | 4 de marzo | 17:00 |
| Juventud Unida (G)                 | 3 - 2 | Deportivo Riestra         | De los Eucaliptos             | 4 de marzo | 19:30 |
| Agropecuario                       | 1 - 1 | Los Andes                 | Ofelia Rosenzuaig             | 4 de marzo | 20:00 |
| Ferro Carril Oeste                 | 1 - 0 | Quilmes                   | Arquitecto Ricardo Etcheverri | 5 de marzo | 20:00 |
| Independiente Rivadavia            | 1 - 1 | Boca Unidos               | Bautista Gargantini           | 6 de marzo | 21:30 |
| Libre: Mitre (Santiago del Estero) |       |                           |                               |            |       |

| Atlético de Rafaela         | 1 - 1 | All Boys                | Nuevo Monumental              | 9 de marzo  | 21:00 |
| Nueva Chicago               | 2 - 4 | Almagro                 | Nueva Chicago                 | 10 de marzo | 17:00 |
| Los Andes                   | 0 - 0 | Flandria                | Eduardo Gallardón             | 10 de marzo | 17:00 |
| Deportivo Riestra           | 0 - 0 | Agropecuario            | Guillermo Laza                | 10 de marzo | 17:05 |
| Deportivo Morón             | 1 - 1 | Mitre (SdE)             | Nuevo Francisco Urbano        | 10 de marzo | 17:05 |
| Sarmiento (J)               | 1 - 2 | Ferro Carril Oeste      | Eva Perón                     | 10 de marzo | 19:00 |
| Villa Dálmine               | 0 - 0 | Brown de Adrogué        | El Coliseo de Mitre y Puccini | 10 de marzo | 19:00 |
| Gimnasia y Esgrima (J)      | 2 - 0 | Guillermo Brown         | 23 De Agosto                  | 11 de marzo | 17:00 |
| Sportivo Estudiantes (SL)   | 1 - 0 | Juventud Unida (G)      | Héctor Odicino y Pedro Benoza | 11 de marzo | 17:05 |
| Quilmes                     | 0 - 1 | Independiente Rivadavia | Centenario                    | 11 de marzo | 19:00 |
| Ramón Santamarina           | 1 - 0 | Instituto               | Municipal General San Martin  | 12 de marzo | 20:30 |
| Boca Unidos                 | 0 - 1 | Aldosivi                | Leoncio Benítez               | 12 de marzo | 21:10 |
| Libre: San Martín (Tucumán) |       |                         |                               |             |       |

| Flandria                | 1 - 1 | Deportivo Riestra         | Carlos V                         | 17 de marzo | 11:00 |
| Brown de Adrogué        | 0 - 2 | Gimnasia y Esgrima (J)    | Lorenzo Arandilla                | 17 de marzo | 15:30 |
| Ferro Carril Oeste      | 2 - 1 | Villa Dálmine             | Arquitecto Ricardo Etcheverri    | 17 de marzo | 17:00 |
| Almagro                 | 1 - 1 | San Martín (T)            | Tres de Febrero                  | 17 de marzo | 17:05 |
| Agropecuario            | 1 - 0 | Sportivo Estudiantes (SL) | Ofelia Rosenzuaig                | 17 de marzo | 19:05 |
| Guillermo Brown         | 0 - 0 | Los Andes                 | Raul Conti                       | 18 de marzo | 15:30 |
| Juventud Unida (G)      | 2 - 0 | Ramón Santamarina         | De los Eucaliptos                | 18 de marzo | 16:00 |
| Mitre (SdE)             | 1 - 0 | Atlético de Rafaela       | Dres. José y Antonio Castiglione | 18 de marzo | 17:00 |
| Instituto               | 1 - 0 | Nueva Chicago             | Mario Alberto Kempes             | 18 de marzo | 18:00 |
| All Boys                | 0 - 2 | Boca Unidos               | Islas Malvinas                   | 18 de marzo | 19:00 |
| Independiente Rivadavia | 0 - 1 | Sarmiento (J)             | Bautista Gargantini              | 18 de marzo | 19:30 |
| Aldosivi                | 1 - 3 | Quilmes                   | José María Minella               | 19 de marzo | 21:05 |
| Libre: Deportivo Morón  |       |                           |                                  |             |       |

| Deportivo Riestra         | 2 - 2 | Guillermo Brown         | Guillermo Laza                | 23 de marzo | 14:00 |
| Villa Dálmine             | 0 - 1 | Independiente Rivadavia | El Coliseo de Mitre y Puccini | 24 de marzo | 16:00 |
| Los Andes                 | 2 - 0 | Brown de Adrogué        | Eduardo Gallardón             | 24 de marzo | 17:05 |
| Sarmiento (J)             | 1 - 0 | Aldosivi                | Eva Perón                     | 24 de marzo | 19:05 |
| Nueva Chicago             | 1 - 1 | Juventud Unida (G)      | Nueva Chicago                 | 25 de marzo | 15:30 |
| Sportivo Estudiantes (SL) | 0 - 1 | Flandria                | Héctor Odicino y Pedro Benoza | 25 de marzo | 15:30 |
| Gimnasia y Esgrima (J)    | 0 - 0 | Ferro Carril Oeste      | 23 de Agosto                  | 25 de marzo | 17:00 |
| Boca Unidos               | 1 - 2 | Mitre (SdE)             | Leoncio Benítez               | 25 de marzo | 19:00 |
| San Martín (T)            | 0 - 0 | Instituto               | La Ciudadela                  | 25 de marzo | 19:00 |
| Atlético de Rafaela       | 0 - 0 | Deportivo Morón         | Nuevo Monumental              | 25 de marzo | 19:05 |
| Ramón Santamarina         | 0 - 0 | Agropecuario            | Municipal General San Martin  | 26 de marzo | 20:30 |
| Quilmes                   | 2 - 3 | All Boys                | Centenario                    | 26 de marzo | 21:05 |
| Libre: Almagro            |       |                         |                               |             |       |

| Brown de Adrogué           | 1 - 1 | Deportivo Riestra         | Lorenzo Arandilla                | 31 de marzo | 15:30 |
| Ferro Carril Oeste         | 4 - 1 | Los Andes                 | Arquitecto Ricardo Etcheverri    | 31 de marzo | 17:00 |
| Agropecuario               | 1 - 2 | Nueva Chicago             | Ofelia Rosenzuaig                | 1 de abril  | 14:35 |
| Flandria                   | 1 - 1 | Ramón Santamarina         | Carlos V                         | 1 de abril  | 15:30 |
| All Boys                   | 1 - 1 | Sarmiento (J)             | Islas Malvinas                   | 1 de abril  | 15:30 |
| Guillermo Brown            | 2 - 0 | Sportivo Estudiantes (SL) | Raul Conti                       | 1 de abril  | 15:30 |
| Juventud Unida (G)         | 0 - 2 | San Martín (T)            | De los Eucaliptos                | 1 de abril  | 16:00 |
| Mitre (SdE)                | 1 - 1 | Quilmes                   | Dres. José y Antonio Castiglione | 1 de abril  | 17:00 |
| Independiente Rivadavia    | 2 - 1 | Gimnasia y Esgrima (J)    | Bautista Gargantini              | 1 de abril  | 19:30 |
| Instituto                  | 0 - 0 | Almagro                   | Juan Domingo Perón               | 2 de abril  | 20:00 |
| Aldosivi                   | 1 - 0 | Villa Dálmine             | José María Minella               | 2 de abril  | 21:05 |
| Deportivo Morón            | 1 - 1 | Boca Unidos               | Nuevo Francisco Urbano           | 3 de abril  | 21:05 |
| Libre: Atlético de Rafaela |       |                           |                                  |             |       |

| Deportivo Riestra         | 1 - 0 | Ferro Carril Oeste      | Guillermo Laza                | 6 de abril  | 15:30 |
| Sarmiento (J)             | 2 - 1 | Mitre (SdE)             | Eva Perón                     | 7 de abril  | 15:00 |
| Nueva Chicago             | 2 - 5 | Flandria                | Nueva Chicago                 | 7 de abril  | 15:30 |
| San Martín (T)            | 4 - 2 | Agropecuario            | La Ciudadela                  | 7 de abril  | 19:00 |
| Los Andes                 | 0 - 2 | Independiente Rivadavia | Eduardo Gallardón             | 8 de abril  | 12:05 |
| Villa Dálmine             | 1 - 0 | All Boys                | El Coliseo de Mitre y Puccini | 8 de abril  | 15:30 |
| Sportivo Estudiantes (SL) | 0 - 0 | Brown de Adrogué        | Héctor Odicino y Pedro Benoza | 8 de abril  | 16:00 |
| Gimnasia y Esgrima (J)    | 1 - 2 | Aldosivi                | 23 de Agosto                  | 8 de abril  | 17:00 |
| Almagro                   | 3 - 0 | Juventud Unida (G)      | Tres de Febrero               | 9 de abril  | 20:00 |
| Ramón Santamarina         | 1 - 1 | Guillermo Brown         | Municipal General San Martin  | 9 de abril  | 20:30 |
| Boca Unidos               | 2 - 0 | Atlético de Rafaela     | Leoncio Benítez               | 9 de abril  | 21:05 |
| Quilmes                   | 2 - 1 | Deportivo Morón         | Centenario                    | 10 de abril | 21:05 |
| Libre: Instituto          |       |                         |                               |             |       |

| All Boys                | 0 - 0 | Gimnasia y Esgrima (J)    | Islas Malvinas                   | 14 de abril | 13:05 |
| Ferro Carril Oeste      | 1 - 0 | Sportivo Estudiantes (SL) | Arquitecto Ricardo Etcheverri    | 14 de abril | 16:30 |
| Aldosivi                | 1 - 1 | Los Andes                 | José María Minella               | 14 de abril | 17:05 |
| Flandria                | 3 - 3 | San Martín (T)            | Carlos V                         | 15 de abril | 14:35 |
| Guillermo Brown         | 2 - 0 | Nueva Chicago             | Raul Conti                       | 15 de abril | 15:30 |
| Brown de Adrogué        | 3 - 0 | Ramón Santamarina         | Lorenzo Arandilla                | 15 de abril | 15:30 |
| Juventud Unida (G)      | 2 - 4 | Instituto                 | De los Eucaliptos                | 15 de abril | 16:00 |
| Mitre (SdE)             | 0 - 1 | Villa Dálmine             | Dres. José y Antonio Castiglione | 15 de abril | 17:00 |
| Independiente Rivadavia | 0 - 1 | Deportivo Riestra         | Bautista Gargantini              | 15 de abril | 17:45 |
| Deportivo Morón         | 1 - 0 | Sarmiento (J)             | Nuevo Francisco Urbano           | 16 de abril | 20:00 |
| Agropecuario            | 0 - 2 | Almagro                   | Ofelia Rosenzuaig                | 16 de abril | 20:00 |
| Atlético de Rafaela     | 0 - 2 | Quilmes                   | Nuevo Monumental                 | 16 de abril | 21:05 |
| Libre: Boca Unidos      |       |                           |                                  |             |       |

| San Martín (T)                       | 3 - 0 | Guillermo Brown         | La Ciudadela                  | 21 de abril | 15:10 |
| Nueva Chicago                        | 0 - 2 | Brown de Adrogué        | Nueva Chicago                 | 21 de abril | 15:30 |
| Los Andes                            | 2 - 2 | All Boys                | Eduardo Gallardón             | 22 de abril | 11:00 |
| Almagro                              | 2 - 1 | Flandria                | Tres de Febrero               | 22 de abril | 14:40 |
| Villa Dálmine                        | 3 - 0 | Deportivo Morón         | El Coliseo de Mitre y Puccini | 22 de abril | 15:30 |
| Sportivo Estudiantes (SL)            | 0 - 0 | Independiente Rivadavia | Héctor Odicino y Pedro Benoza | 22 de abril | 16:00 |
| Quilmes                              | 1 - 1 | Boca Unidos             | Centenario                    | 22 de abril | 17:00 |
| Gimnasia y Esgrima (J)               | 0 - 0 | Mitre (SdE)             | 23 de Agosto                  | 22 de abril | 17:00 |
| Instituto                            | 1 - 1 | Agropecuario            | Juan Domingo Perón            | 22 de abril | 18:35 |
| Deportivo Riestra                    | 1 - 0 | Aldosivi                | Guillermo Laza                | 23 de abril | 15:35 |
| Ramón Santamarina                    | 2 - 1 | Ferro Carril Oeste      | Municipal General San Martin  | 23 de abril | 20:30 |
| Sarmiento (J)                        | 2 - 2 | Atlético de Rafaela     | Eva Perón                     | 23 de abril | 21:05 |
| Libre: Juventud Unida (Gualeguaychú) |       |                         |                               |             |       |

| Atlético de Rafaela     | 2 - 0 | Villa Dálmine             | Nuevo Monumental                 | 30 de abril | 15:35 |
| Deportivo Morón         | 1 - 1 | Gimnasia y Esgrima (J)    | Nuevo Francisco Urbano           | 30 de abril | 15:35 |
| Agropecuario            | 1 - 0 | Juventud Unida (G)        | Ofelia Rosenzuaig                | 30 de abril | 15:35 |
| Boca Unidos             | 0 - 1 | Sarmiento (J)             | Leoncio Benítez                  | 30 de abril | 15:35 |
| Independiente Rivadavia | 2 - 0 | Ramón Santamarina         | Bautista Gargantini              | 30 de abril | 15:35 |
| All Boys                | 1 - 2 | Deportivo Riestra         | Islas Malvinas                   | 30 de abril | 15:35 |
| Mitre (SdE)             | 2 - 1 | Los Andes                 | Dres. José y Antonio Castiglione | 30 de abril | 15:35 |
| Ferro Carril Oeste      | 0 - 1 | Nueva Chicago             | Arquitecto Ricardo Etcheverri    | 30 de abril | 15:35 |
| Flandria                | 0 - 2 | Instituto                 | Carlos V                         | 30 de abril | 15:35 |
| Aldosivi                | 2 - 0 | Sportivo Estudiantes (SL) | José María Minella               | 30 de abril | 15:35 |
| Brown de Adrogué        | 1 - 0 | San Martín (T)            | Lorenzo Arandilla                | 30 de abril | 15:35 |
| Guillermo Brown         | 0 - 0 | Almagro                   | Raul Conti                       | 30 de abril | 15:35 |
| Libre: Quilmes          |       |                           |                                  |             |       |

1. ↑  Suspendido por la imposibilidad policial de brindar el operativo de seguridad, por estar abocada a la movilización por la Desaparición de Santiago Maldonado.[9] Se jugó el 2 de octubre, a partir de las 15:30.[10]
2. ↑  Estadio de Racing Club, de Trelew.[11]
3. ↑  Postergado por la imposibilidad del Gobierno de la Ciudad de Buenos Aires de brindar el operativo de seguridad, por estar abocado a la realización de la Cumbre de la Organización Mundial del Comercio, entre el 10  y el 14 de diciembre.[12]
4. ↑  Suspendido por las condiciones climáticas y por falta de iluminación. Se jugó el 23 de abril, a partir de las 11:00.

### Partido de desempate del primer puesto
Al haber terminado empatados en el primer lugar de la tabla final de posiciones, Almagro y Aldosivi debieron jugar un partido de desempate para definir al campeón.
| Almagro | 1 - 3 | Aldosivi | Julio Humberto Grondona | 4 de mayo | 19:10 |

#### Ficha
| 1          | POR        | Christian Limousin  |     |
| 4          | DEF        | Brian Mieres        |     |
| 2          | DEF        | Juan Rodríguez      |     |
| 6          | DEF        | Ariel Coronel       |     |
| 3          | DEF        | Adrián Torres       | 70' |
| 8          | MED        | Gabriel Compagnucci |     |
| 5          | MED        | Ezequiel Piovi      |     |
| 11         | MED        | Saúl Nelle          | 80' |
| 10         | MED        | Ariel Cháves        |     |
| 9          | DEL        | Diego Diellos       | 55' |
| 7          | DEL        | Alan Bonansea       |     |
| Entrenador | Entrenador | Sebastián Battaglia |     |

| 1          | POR        | Sebastián Moyano      |     |
| 4          | DEF        | Emanuel Iñiguez       | 88' |
| 2          | DEF        | Ezequiel Parnisari    |     |
| 6          | DEF        | Maximiliano Velázquez |     |
| 3          | DEF        | Franco Canever        |     |
| 8          | MED        | Nahuel Yeri           |     |
| 5          | MED        | Leandro Somoza        |     |
| 10         | MED        | Arnaldo González      |     |
| 7          | MED        | Antonio Medina        | 16' |
| 9          | DEL        | Emiliano Ellacopulos  | 70' |
| 11         | DEL        | Cristian Chávez       |     |
| Entrenador | Entrenador | Gustavo Álvarez       |     |

| 15 | DEL | Leonardo Acosta  | 55' |
| 17 | MED | Pablo Vergara    | 70' |
| 18 | DEL | Adrián Fernández | 80' |

| 18 | MED | Esteban Orfano     | 16' |
| 14 | DEF | Ismael Quilez      | 70' |
| 13 | MED | Federico Domínguez | 88' |

| Anotado · Penal | 59' | Leonardo Acosta | 1-1 |

| Anotado · Penal | 13' | Arnaldo González     | 0-1 |
| Anotado         | 60' | Emiliano Ellacopulos | 1-2 |
| Anotado         | 79' | Cristian Chávez      | 1-3 |

| Amonestado | 21' | Alan Bonansea |
| Amonestado | 82' | Pablo Vergara |

| Amonestado | 27' | Franco Canever       |
| Amonestado | 30' | Nahuel Yeri          |
| Amonestado | 70' | Emiliano Ellacopulos |
| Amonestado | 83' | Leandro Somoza       |

| Árbitro             | Néstor Pitana      |
| Árbitros asistentes | Juan Pablo Belatti |
| Árbitros asistentes | Hernán Maidana     |
| Cuarto árbitro      | Ariel Penel        |

| 1          | POR        | Christian Limousin  |     |
| 4          | DEF        | Brian Mieres        |     |
| 2          | DEF        | Juan Rodríguez      |     |
| 6          | DEF        | Ariel Coronel       |     |
| 3          | DEF        | Adrián Torres       | 70' |
| 8          | MED        | Gabriel Compagnucci |     |
| 5          | MED        | Ezequiel Piovi      |     |
| 11         | MED        | Saúl Nelle          | 80' |
| 10         | MED        | Ariel Cháves        |     |
| 9          | DEL        | Diego Diellos       | 55' |
| 7          | DEL        | Alan Bonansea       |     |
| Entrenador | Entrenador | Sebastián Battaglia |     |

| 1          | POR        | Sebastián Moyano      |     |
| 4          | DEF        | Emanuel Iñiguez       | 88' |
| 2          | DEF        | Ezequiel Parnisari    |     |
| 6          | DEF        | Maximiliano Velázquez |     |
| 3          | DEF        | Franco Canever        |     |
| 8          | MED        | Nahuel Yeri           |     |
| 5          | MED        | Leandro Somoza        |     |
| 10         | MED        | Arnaldo González      |     |
| 7          | MED        | Antonio Medina        | 16' |
| 9          | DEL        | Emiliano Ellacopulos  | 70' |
| 11         | DEL        | Cristian Chávez       |     |
| Entrenador | Entrenador | Gustavo Álvarez       |     |

| 15 | DEL | Leonardo Acosta  | 55' |
| 17 | MED | Pablo Vergara    | 70' |
| 18 | DEL | Adrián Fernández | 80' |

| 18 | MED | Esteban Orfano     | 16' |
| 14 | DEF | Ismael Quilez      | 70' |
| 13 | MED | Federico Domínguez | 88' |

| Anotado · Penal | 59' | Leonardo Acosta | 1-1 |

| Anotado · Penal | 13' | Arnaldo González     | 0-1 |
| Anotado         | 60' | Emiliano Ellacopulos | 1-2 |
| Anotado         | 79' | Cristian Chávez      | 1-3 |

| Amonestado | 21' | Alan Bonansea |
| Amonestado | 82' | Pablo Vergara |

| Amonestado | 27' | Franco Canever       |
| Amonestado | 30' | Nahuel Yeri          |
| Amonestado | 70' | Emiliano Ellacopulos |
| Amonestado | 83' | Leandro Somoza       |

| Árbitro             | Néstor Pitana      |
| Árbitros asistentes | Juan Pablo Belatti |
| Árbitros asistentes | Hernán Maidana     |
| Cuarto árbitro      | Ariel Penel        |

| Campeón     |
| Aldosivi    |
| 1.er título |
| ----------- |

## Torneo reducido por el segundo ascenso
Los 8 equipos ubicados del 2.º al 9.º lugar de la tabla final de posiciones se ordenaron del 1 al 8 y participan del Reducido, un minitorneo por eliminación directa, en el que se emparejaron, respectivamente, los mejor con los peor posicionados en la tabla. Luego se reordenarán y se enfrentarán de la misma manera.
Los cuartos de final se disputaron a un solo partido, en el estadio del mejor ubicado. Las semifinales y la final se jugarán a doble partido, actuando como local en el de vuelta el equipo con mejor ubicación. En los cuartos y las semifinales, de terminar igualados el partido o la llave respectiva, es el mejor posicionado en la tabla el que clasifica a la instancia siguiente. Por su parte, en la final, en caso de empate tras completar la serie, la definición se operará mediante la ejecución de tiros desde el punto penal.

### Cuadro de desarrollo
|  | Cuartos de final | Cuartos de final        | Cuartos de final |               |   | Semifinales      | Semifinales     | Semifinales     | Semifinales     | Semifinales     |  |   | Final                   | Final                   | Final                   | Final                   | Final                   |  |
|  | 9 y 12 de mayo   | 9 y 12 de mayo          | 9 y 12 de mayo   |               |   | 13 y 20 de mayo  | 13 y 20 de mayo | 13 y 20 de mayo | 13 y 20 de mayo | 13 y 20 de mayo |  |   | 27 de mayo y 3 de junio | 27 de mayo y 3 de junio | 27 de mayo y 3 de junio | 27 de mayo y 3 de junio | 27 de mayo y 3 de junio |  |
|  |                  |                         |                  |               |   |                  |                 |                 |                 |                 |  |   |                         |                         |                         |                         |                         |  |
|  |                  |                         |                  |               |   |                  |                 |                 |                 |                 |  |   |                         |                         |                         |                         |                         |  |
|  | 2                | San Martín (T) (v.d.)   | 3                |               |   |                  |                 |                 |                 |                 |  |   |                         |                         |                         |                         |                         |  |
|  | 2                | San Martín (T) (v.d.)   | 3                |               |   |                  |                 |                 |                 |                 |  |   |                         |                         |                         |                         |                         |  |
|  | 7                | Villa Dálmine           | 3                |               |   |                  |                 |                 |                 |                 |  |   |                         |                         |                         |                         |                         |  |
|  | 7                | Villa Dálmine           | 3                |               | 1 | San Martín (T)   | 0               | 3               | 3               |                 |  |   |                         |                         |                         |                         |                         |  |
|  |                  |                         |                  |               | 1 | San Martín (T)   | 0               | 3               | 3               |                 |  |   |                         |                         |                         |                         |                         |  |
|  |                  |                         | 4                | Agropecuario  | 0 | 0                | 0               |                 |                 |                 |  |   |                         |                         |                         |                         |                         |  |
|  | 1                | Almagro                 | 4                | Agropecuario  | 0 | 0                | 0               | 0               |                 |                 |  |   |                         |                         |                         |                         |                         |  |
|  | 1                | Almagro                 |                  |               |   |                  |                 |                 |                 |                 |  |   |                         |                         |                         |                         |                         |  |
|  | 8                | Agropecuario            | 2                |               |   |                  |                 |                 |                 |                 |  |   |                         |                         |                         |                         |                         |  |
|  | 8                | Agropecuario            | 2                |               |   |                  |                 |                 |                 |                 |  | 1 | San Martín (T)          | 0                       | 5                       | 5                       |                         |  |
|  |                  |                         |                  |               |   |                  |                 |                 |                 |                 |  | 1 | San Martín (T)          | 0                       | 5                       | 5                       |                         |  |
|  |                  |                         | 2                | Sarmiento (J) | 1 | 1                | 2               |                 |                 |                 |  |   |                         |                         |                         |                         |                         |  |
|  | 3                | Brown de Adrogué (v.d.) | 2                | Sarmiento (J) | 1 | 1                | 2               | 2               |                 |                 |  |   |                         |                         |                         |                         |                         |  |
|  | 3                | Brown de Adrogué (v.d.) |                  |               |   |                  |                 |                 |                 |                 |  |   |                         |                         |                         |                         |                         |  |
|  | 6                | Atlético de Rafaela     | 2                |               |   |                  |                 |                 |                 |                 |  |   |                         |                         |                         |                         |                         |  |
|  | 6                | Atlético de Rafaela     | 2                |               | 2 | Brown de Adrogué | 1               | 2               | 3               |                 |  |   |                         |                         |                         |                         |                         |  |
|  |                  |                         |                  |               | 2 | Brown de Adrogué | 1               | 2               | 3               |                 |  |   |                         |                         |                         |                         |                         |  |
|  |                  |                         | 3                | Sarmiento (J) | 1 | 4                | 5               |                 |                 |                 |  |   |                         |                         |                         |                         |                         |  |
|  | 4                | Sarmiento (J) (v.d.)    | 3                | Sarmiento (J) | 1 | 4                | 5               | 1               |                 |                 |  |   |                         |                         |                         |                         |                         |  |
|  | 4                | Sarmiento (J) (v.d.)    |                  |               |   |                  |                 |                 |                 |                 |  |   |                         |                         |                         |                         |                         |  |
|  | 5                | Instituto               | 1                |               |   |                  |                 |                 |                 |                 |  |   |                         |                         |                         |                         |                         |  |
|  | 5                | Instituto               | 1                |               |   |                  |                 |                 |                 |                 |  |   |                         |                         |                         |                         |                         |  |
|  |                  |                         |                  |               |   |                  |                 |                 |                 |                 |  |   |                         |                         |                         |                         |                         |  |

- Nota: En las llaves de cuartos de final, el equipo ubicado en la primera línea es el que ejerce la localía. En las semifinales y la final, lo hace en el partido de vuelta.

### Cuartos de final
| 6 de mayo, 15:05 | Sarmiento (J) | 0:0     | Instituto | Estadio Eva Perón, Junín |                          |
|                  |               | Reporte |           | Árbitro(s): Ramiro López | Árbitro(s): Ramiro López |

| 6 de mayo, 15:30 | Brown de Adrogué | 0:0     | Atlético de Rafaela | Estadio Lorenzo Arandilla, Adrogué |                               |
|                  |                  | Reporte |                     | Árbitro(s): Guillermo Álvarez      | Árbitro(s): Guillermo Álvarez |

| 6 de mayo, 18:00 | San Martín (T)                         | 3:3 (0:2) | Villa Dálmine                            | Estadio La Ciudadela, San Miguel de Tucumán |                              |
|                  | Costa 72' · Bieler 81' · Galeano 90+3' | Reporte   | Burzio 10' · Rivadero 23' · R. López 84' | Árbitro(s): Pablo Echavarría                | Árbitro(s): Pablo Echavarría |

| 8 de mayo, 20:05 | Almagro | 0:2 (0:0) | Agropecuario            | Estadio Tres de Febrero, José Ingenieros |                        |
|                  |         | Reporte   | Prost 74' · Urquijo 86' | Árbitro(s): Pablo Díaz                   | Árbitro(s): Pablo Díaz |

### Semifinales
| 13 de mayo, 15:10 | Sarmiento (J) | 1:1 (0:1) | Brown de Adrogué | Estadio Eva Perón, Junín    |                             |
|                   | Landa 58'     | Reporte   | Garate 10'       | Árbitro(s): Pedro Argañaraz | Árbitro(s): Pedro Argañaraz |

| 20 de mayo, 14:35 | Brown de Adrogué             | 2:4 (1:1) | Sarmiento (J)                                       | Estadio Lorenzo Arandilla, Adrogué |                              |
|                   | Minadevino 28' · Stegman 55' | Reporte   | Passerini 20' · Bazán 66' · Miracco 80' · Farré 90' | Árbitro(s): Pablo Echavarría       | Árbitro(s): Pablo Echavarría |

| 13 de mayo, 21:10 | Agropecuario | 0:0     | San Martín (T) | Estadio Ofelia Rosenzuaig, Carlos Casares |                            |
|                   |              | Reporte |                | Árbitro(s): Diego Ceballos                | Árbitro(s): Diego Ceballos |

| 20 de mayo, 17:00 | San Martín (T)                | 3:0 (2:0) | Agropecuario | Estadio La Ciudadela, San Miguel de Tucumán |                          |
|                   | M. García 8' · Bieler 25' 54' | Reporte   |              | Árbitro(s): Pablo Dóvalo                    | Árbitro(s): Pablo Dóvalo |

### Final
| 27 de mayo, 15:10 | Sarmiento (J)      | 1:0 (1:0) | San Martín (T) | Estadio Eva Perón, Junín   |                            |
|                   | Miracco 16' (pen.) | Reporte   |                | Árbitro(s): Germán Delfino | Árbitro(s): Germán Delfino |

| 3 de junio, 16:40 | San Martín (T)                                    | 5:1 (2:0) | Sarmiento (J) | Estadio La Ciudadela, San Miguel de Tucumán |                           |
|                   | Acevedo 1' 64' · G. Rodríguez 3' · Bieler 47' 71' | Reporte   | Estévez 85'   | Árbitro(s): Facundo Tello                   | Árbitro(s): Facundo Tello |

## Goleadores
| Jugador           | Equipo             | Goles | Jugada | Cabeza | T. libre | Penal |
| ----------------- | ------------------ | ----- | ------ | ------ | -------- | ----- |
| Claudio Bieler    | San Martín (T)     | 16    | 12     | 1      | 0        | 3     |
| Jonathan Herrera  | Ferro Carril Oeste | 13    | 8      | 2      | 0        | 3     |
| Fernando Telechea | Aldosivi           | 12    | 8      | 1      | 0        | 3     |
| Luciano Pons      | Flandria           | 10    | 9      | 2      | 0        | 0     |
| Pablo Vegetti     | Boca Unidos        | 9     | 6      | 3      | 0        | 0     |

- Fuente: www.afa.org.ar y www.soccerway.com

## Entrenadores
| Listado de entrenadores                                                            | Listado de entrenadores   | Listado de entrenadores |
| Equipo                                                                             | Entrenador/es             | Fechas                  |
| ---------------------------------------------------------------------------------- | ------------------------- | ----------------------- |
| Agropecuario                                                                       | José María Bianco         | 1.ª a 23.ª              |
| Agropecuario                                                                       | Fernando Gamboa           | 24.ª en adelante        |
| Aldosivi                                                                           | Walter Perazzo            | 1.ª a 8.ª               |
| Aldosivi                                                                           | Gustavo Álvarez           | 10.ª en adelante        |
| All Boys                                                                           | Ignacio González          | 1.ª a 14.ª              |
| All Boys                                                                           | Mariano Ferrero           | 16.ª en adelante        |
| Almagro                                                                            | Alfredo Grelak            | 1.ª a 19.ª              |
| Almagro                                                                            | Sebastián Battaglia       | 20.ª en adelante        |
| Atlético de Rafaela                                                                | Lucas Bovaglio            | 1.ª a 22.ª              |
| Boca Unidos                                                                        | Christian Bassedas        | 1.ª a 2.ª               |
| Boca Unidos                                                                        | Sergio Umpiérrez          | 3.ª a 6.ª               |
| Boca Unidos                                                                        | Víctor Genes              | 7.ª a 12.ª              |
| Boca Unidos                                                                        | Carlos Mayor              | 13.ª en adelante        |
| Brown de Adrogué                                                                   | Pablo Vico                | 1.ª en adelante         |
| Deportivo Morón                                                                    | Walter Otta               | 1.ª en adelante         |
| Deportivo Riestra                                                                  | Jorge Benítez             | 1.ª en adelante         |
| Ferro Carril Oeste                                                                 | Fabio Radaelli            | 1.ª a 10.ª              |
| Ferro Carril Oeste                                                                 | Claudio Valz              | 11.ª                    |
| Ferro Carril Oeste                                                                 | Alejandro Orfila          | 12.ª en adelante        |
| Flandria                                                                           | Sergio Gómez Favio Orsi   | 1.ª en adelante         |
| Gimnasia y Esgrima (J)                                                             | Martín Astudillo          | 1.ª en adelante         |
| Guillermo Brown                                                                    | Ricardo Pancaldo          | 1.ª a 16.ª              |
| Guillermo Brown                                                                    | Hugo Barrientos           | 17.ª en adelante        |
| Independiente Rivadavia                                                            | José Romero               | 1.ª a 9.ª               |
| Independiente Rivadavia                                                            | Pablo de Muner            | 10.ª en adelante        |
| Instituto                                                                          | Gabriel Gómez             | 1.ª a 7.ª               |
| Instituto                                                                          | Darío Franco              | 8.ª en adelante         |
| Juventud Unida (G)                                                                 | Javier Osella             | 1.ª en adelante         |
| Los Andes                                                                          | Sergio Rondina            | 1.ª a 12.ª              |
| Los Andes                                                                          | Gabriel Lobos Darío Pérez | 13.ª en adelante        |
| Mitre (SdE)                                                                        | Arnaldo Sialle            | 1.ª en adelante         |
| Nueva Chicago                                                                      | Facundo Argüello          | 1.ª en adelante         |
| Nueva Chicago                                                                      | Juan José Serrizuela      | 13.ª a 19.ª             |
| Nueva Chicago                                                                      | Walter Perazzo            | 20.ª en adelante        |
| Quilmes                                                                            | Lucas Nardi               | 1.ª a 9.ª               |
| Quilmes                                                                            | Leonardo Lemos            | 10.ª a 11.ª             |
| Quilmes                                                                            | Mario Sciacqua            | 12.ª en adelante        |
| Ramón Santamarina                                                                  | Héctor Arzubialde         | 1.ª en adelante         |
| San Martín (T)                                                                     | Diego Cagna               | 1.ª a 12.ª              |
| San Martín (T)                                                                     | Rubén Forestello          | 13.ª en adelante        |
| Sarmiento                                                                          | Fernando Quiroz           | 1.ª a 2.ª               |
| Sarmiento                                                                          | Iván Delfino              | 3.ª en adelante         |
| Sportivo Estudiantes (SL)                                                          | Omar Asad                 | 1.ª a 9.ª               |
| Sportivo Estudiantes (SL)                                                          | Gerardo Gómez             | 10.ª en adelante        |
| Villa Dálmine                                                                      | Felipe De la Riva         | 1.ª en adelante         |
| 1. 2. 3. 4. 5. 6. 7. 8. 9. 10. 11. 12. 13. 14. 15. 16. 17. 18. 19. 20. 21. 22. 23. |                           |                         |